# Schwur des Pfirsichgartens

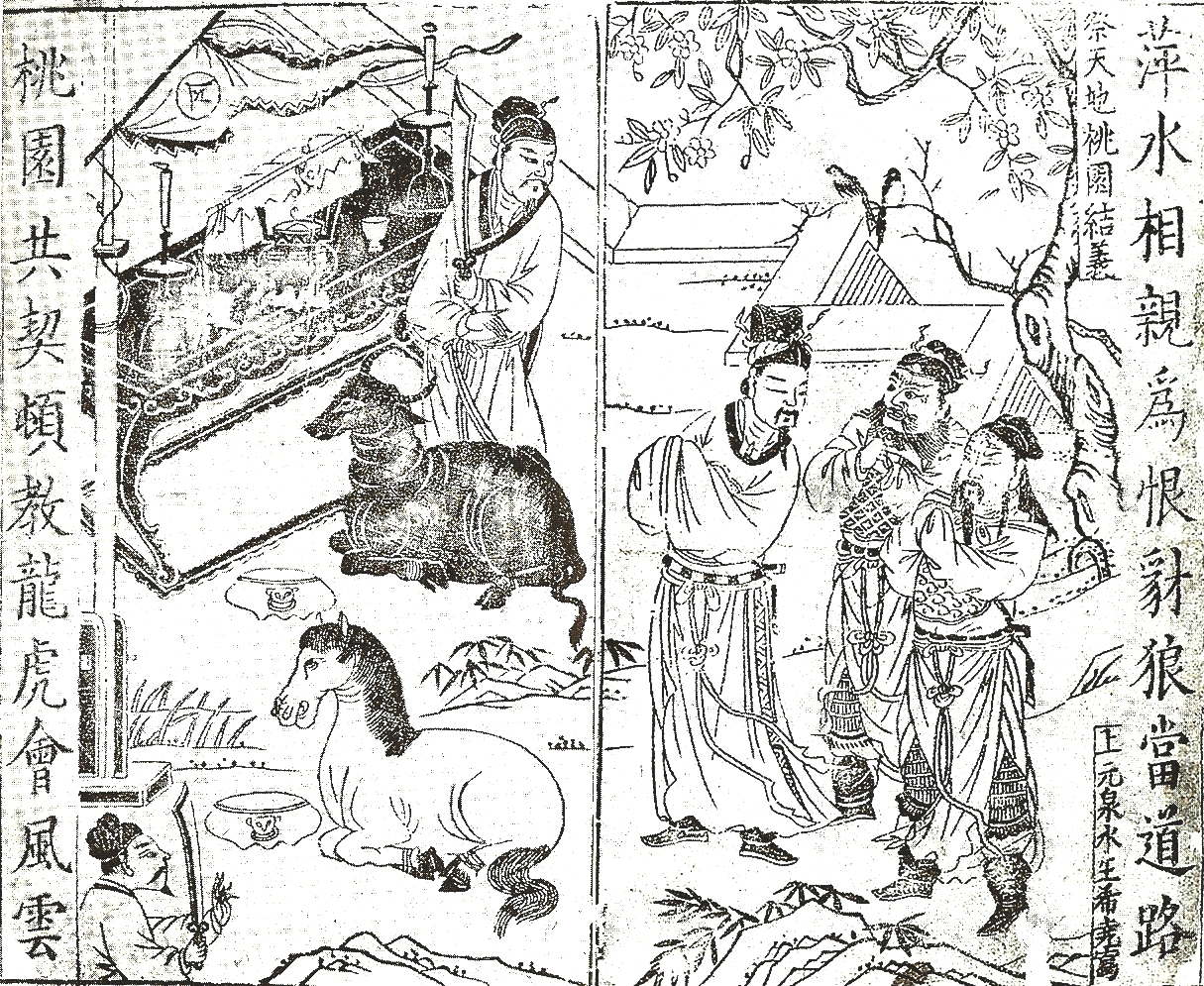
Schwur in einer Ausgabe des Werkegs Geschichte der drei Reiche zur Zeit der Ming-Dynastie

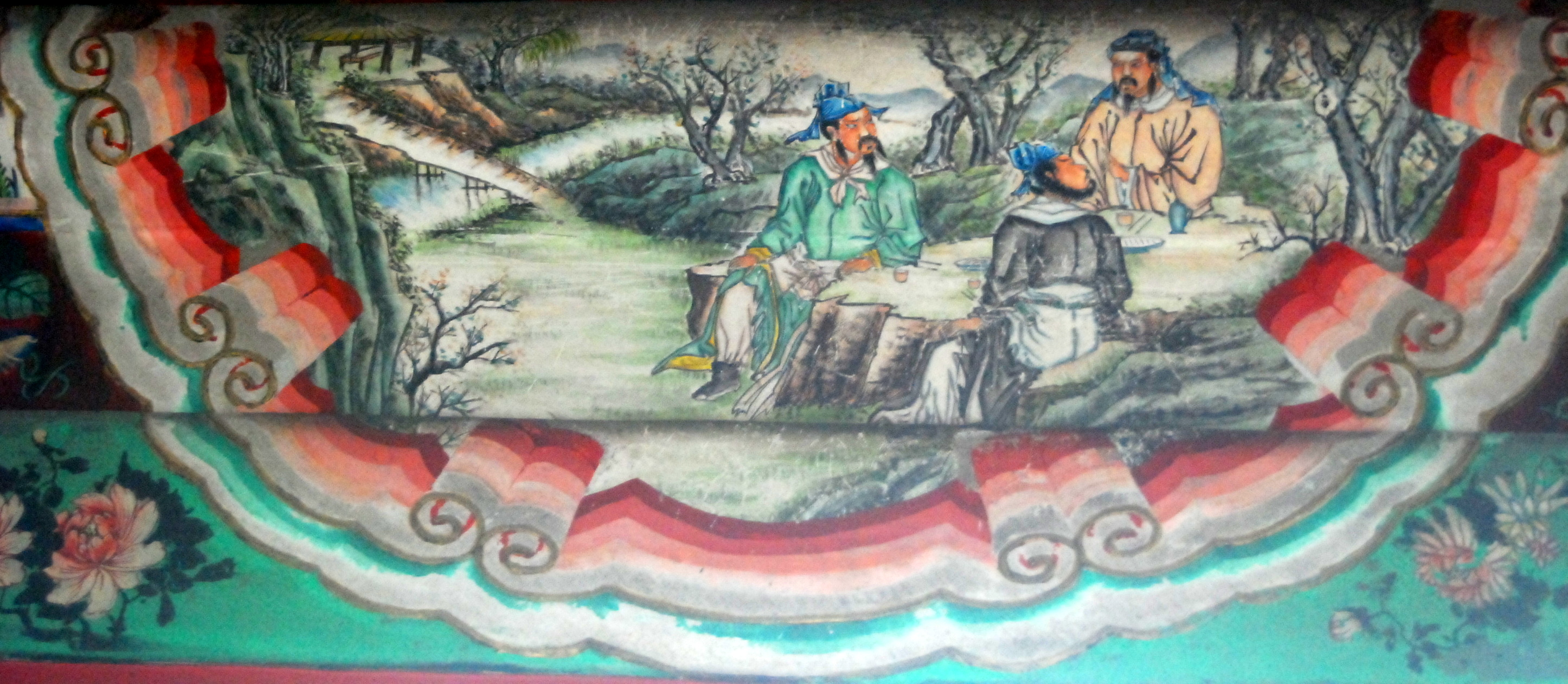
Ein Wandgemälde mit dem Schwur innerhalb des Neuen Sommerpalasts in Peking

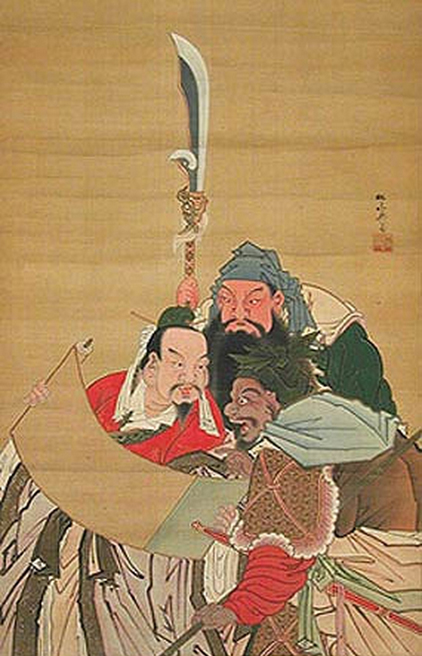
Ein Ukiyo-e Darstellung aus Japan

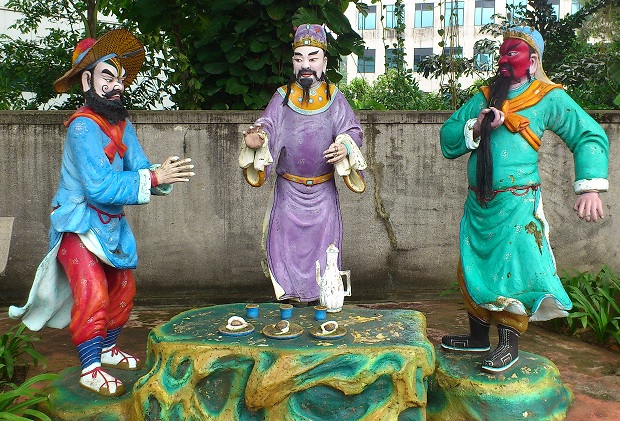
Statuen der drei Brüder in Singapur

Als Schwur des Pfirsichgartens (chinesisch 桃園(三)結義 / 桃园(三)结义, Pinyin táoyuán (sān) jiéyì) wird ein fiktives Ereignis aus dem Roman Geschichte der drei Reiche von Luo Guanzhong bezeichnet. Nach dieser Erzählung sollten die drei Männer Liu Bei, Guan Yu und Zhang Fei zu Beginn des Aufstandes der Gelben Turbane einen Eid geleistet haben, die östliche Han-Dynastie vor den Aufständischen zu schützen.

## Textstelle
Nach dem Roman sollen sich Liu Bei, ein angeblicher verarmter Nachfahre der Han-Dynastie, und Zhang Fei, ein reicher Abkömmling einer lokalen adeligen Familie, in einer Provinzstadt getroffen haben, als nach Freiwilligen für den Kampf gegen die gelben Turbane gesucht wurden. Beide trafen auf Guan Yu, der seit einem Tyrannenmord auf der Flucht war, und die drei freundeten sich an. Im Pfirsichgarten von Zhang Fei gaben die drei ein Opfer an Himmel und Erde und sollen für den bevorstehenden Kampf folgenden Schwur gesprochen haben:

„Wir drei, Liu Bei, Guan Yu und Zhang Fei, verbinden uns hiermit zu Brüdern, auch wenn wir aus verschiedenen Familien stammen. Mit ganzem Herzen und vereinten Kräften werden wir einander in jedweder Not beistehen und uns bei Gefahr stets zu Hilfe eilen. Wir werden das Herrscherhaus beschützen und dem einfachen Volk Frieden bringen. Obwohl wir nicht am selben Tag im selben Monat des selben Jahres geboren sind, wünschen wir doch am selben Tag im selben Monat des selben Jahres zu sterben. Himmel und Erde mögen dies bezeugen. Wenn wir uns je von der Tugend abwenden oder unsere gegenseitigen Verpflichtungen vernachlässigen, sollen uns Himmel und Menschen gemeinsam vernichten.“

Trotz des Schwures sterben im Roman (und auch in der historischen Realität) die drei nicht am selben Tag im selben Monat desselben Jahres: Guan Yu starb 220 in einer Schlacht gegen Sun Quan. Zhang Fei, von Guan Yus Tod getrübt, schwor Rache, verfiel aber in Trinksucht und geriet in Streit mit seinen Offizieren, sodass er von einem von denen getötet wurde. Liu Bei, der Kaiser von Shu-Han geworden ist, starb 223 infolge einer Krankheit.

## Historizität
Das Ereignis wird erstmals so in der Form in dem fiktionalisierenden Roman Geschichte der drei Reiche dargestellt, welches über 1300 Jahre nach den Ereignissen geschrieben wurde. Die Chroniken der Drei Reiche, welches im 3. Jahrhundert entstand und so zeitlich deutlich näher an den Ereignissen liegt, erwähnt einen derartigen Schwur mit keinem einzigen Wort. Es gab aber schon vor der Entstehung des Romanes in den darauffolgenden Jahrhunderten mehrere Werke und mündliche Überlieferungen, die eine besondere Nähe zwischen den drei Männern behaupteten.

## Rezeption

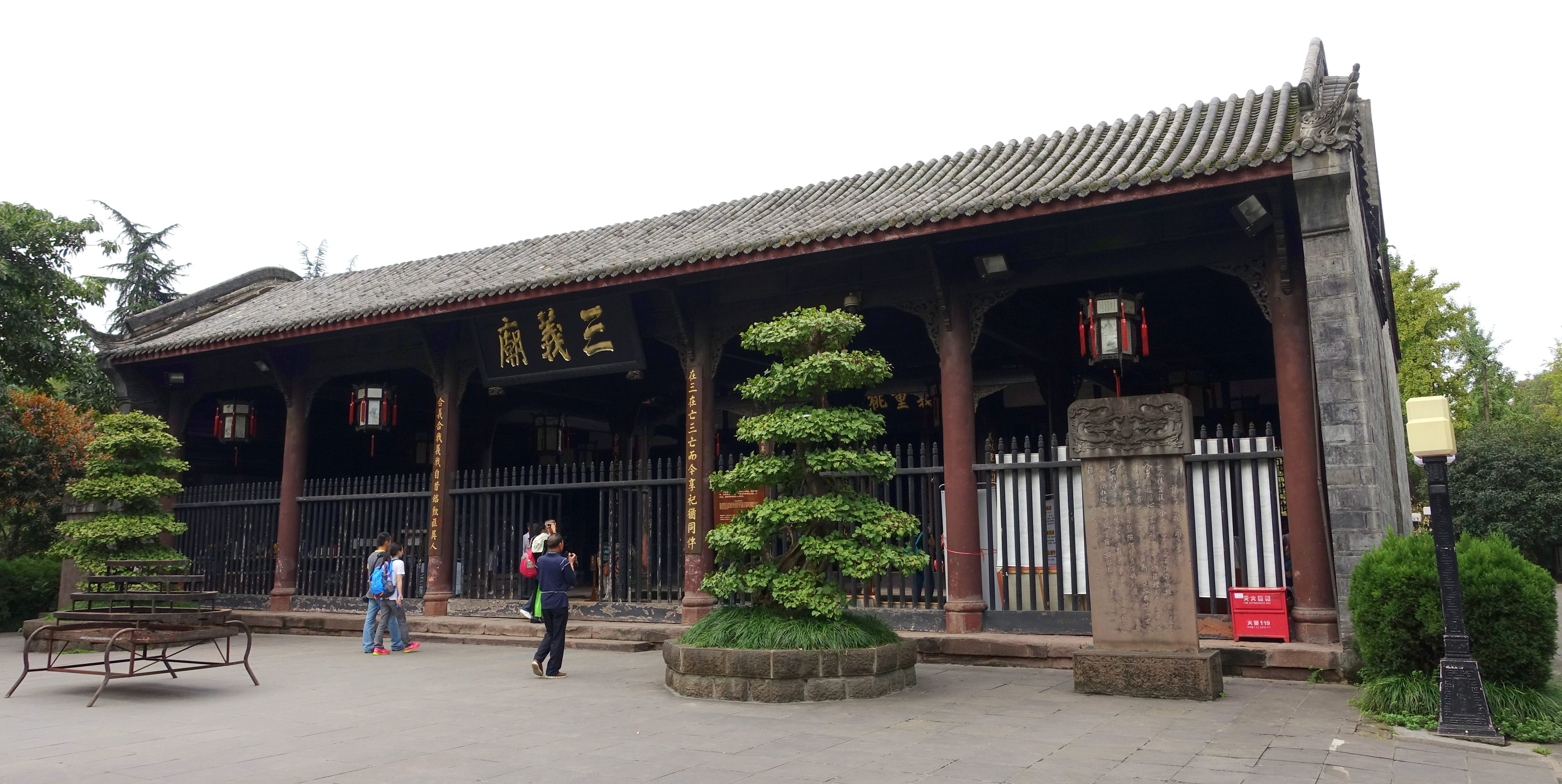
Sanyi-Tempel in Chengdu

Als Zeichen brüderlicher Treue wurde dieses Ereignis in der gesamten Sinosphäre künstlerisch verarbeitet. Der Schwur wurde zu Beginn des Jin Ping Mei in ironisierenderweise aufgegriffen und viele weitere litererarische Werke ab der Ming-Dynastie spielen auf dieses Ereignis an. Auch diente dieser Schwur bis in die heutige Zeit hinein als Vorbild für ähnliche Verbrüderungen. Beispielsweise erinnerte sich ein Arbeiter aus Chongqing noch 1995 daran, wie er in einer Küche, als niemand anderes da war, einen brüderlichen Schwur mit einigen Freunden schloss.
In China gibt es mehrere Sanyi-Tempel (chinesisch 三義廟 / 三义庙, Pinyin sān yì miào – „Tempel der drei Gerechten“), die an die drei Brüder erinnern.